# James Eckhouse
James Hays Eckhouse (ur. 14 lutego 1955 w Chicago) – amerykański aktor teatralny, telewizyjny i filmowy, występował w roli Jima Walsha w serialu młodzieżowym Beverly Hills, 90210.
Absolwent Massachusetts Institute of Technology. Aktorstwem zajął się na początku lat 80. Jako aktor teatralny występował m.in. na Broadwayu w 1982 w Beyond Therapy i w 2014 w All The Way, a także w produkcjach off-broadwayowskich. Również na początku lat 80. zaczął grywać w produkcjach filmowych – głównie w filmach telewizyjnych i pojedynczych odcinkach różnych seriali. Rozpoznawalność i popularność przyniosła mu rola Jima Walsha, ojca Brandona i Brendy Walshów w serialu Beverly Hills, 90210. James Eckhouse wchodził w skład regularnej obsady tej produkcji od 1990 do 1995, wyreżyserował również trzy odcinki. Grał później m.in. w serialach Once and Again i Dni naszego życia. Obsadzany także w epizodycznych rolach w filmach kinowych, tj. Junior, Historia Kopciuszka czy Avengers.

## Filmografia
- 1983: Nieoczekiwana zmiana miejsc
- 1985: Blue Heaven
- 1985: When nature calls
- 1986: American Playhouse (serial TV)
- 1986: Spenser: For Hire (serial TV)
- 1987: Charing Cross 84
- 1987: Fatalne zauroczenie
- 1987: McCall (serial TV)
- 1988: Duży
- 1988: Koktajl
- 1989: Projekt Manhattan
- 1990: Beverly Hills, 90210 (serial TV)
- 1991: W obronie życia
- 1994: Junior
- 1998: Jedyna prawdziwa rzecz
- 1999: Once and Again
- 2004: Historia Kopciuszka
- 2006: Jimmy and Judy
- 2008: Extreme Movie
- 2009: Pierwszy raz
- 2011: Żona idealna (serial TV)
- 2012: Avengers
- 2013: Dni naszego życia (serial TV)
- 2013: Masters of Sex (serial TV)[1]